# قلعه مریجب
قلعه مریجب (به عربی: حِصن اَلمُریجیبَ) یکی از معالم بارز وتاریخی و جاذبهٔ گردشگری العین (ابوظبی) ویکی از نقاط دیدنی امارات متحده عربی است.
«قلعه مریجب» یکی از قلعه‌های قدیمی است که در شمال منطقهٔ القطاره در شهر العین واقع شده‌است.
این قلعه یکی از قدیمی‌ترین قلعه‌های آل نهیان در شهر العین است، و در بین سالهای (۱۸۱۶–۱۸۲۰) میلادی توسط حاکم وقت شیخ شخبوط بن زاید بنیادگذاری شده‌است. ساختمان قلعه دوطبقه‌است، ودارای دو برج جداگانه‌است، که از ساختمان اصلی قلعه فاصله دارند، یکی از برج‌ها به‌شکل مربع است، ودیگری دایره‌ای مانند است. به أضافهٔ برج اصلی قلعه، درب ورودی قلعه از سمت جنوب بوده‌است که دارای در بزرگ چوبی با گل میخ و کنده کاری بوده‌است. باقی‌مانده
ستون‌های سنگی قلعه با گچ بری‌های ساده، وجود دارد. در جبههٔ جنوبی پلکانی به چشم می‌خورد که به طبقه دوم راه می‌یافته‌است است. گویا قلعه در دوران پیشین کاربرد نظامی داشته بوده‌است، آثاری که از شالدهای باقی‌مانده نشان می‌دهد قلعهٔ مستحکمی بوده‌است.
مساحت محوطهٔ قلعه در حدود ۱۷۰ متر مربع می‌باشد. شامل ۶۶ غرفه‌است، ودارای فتحات وتیرکش وتیر اندازی است.
این قلعه چند سال پیش توسط شهرداری العین مرمت شده‌است.